# 콜로라도스프링스 공항

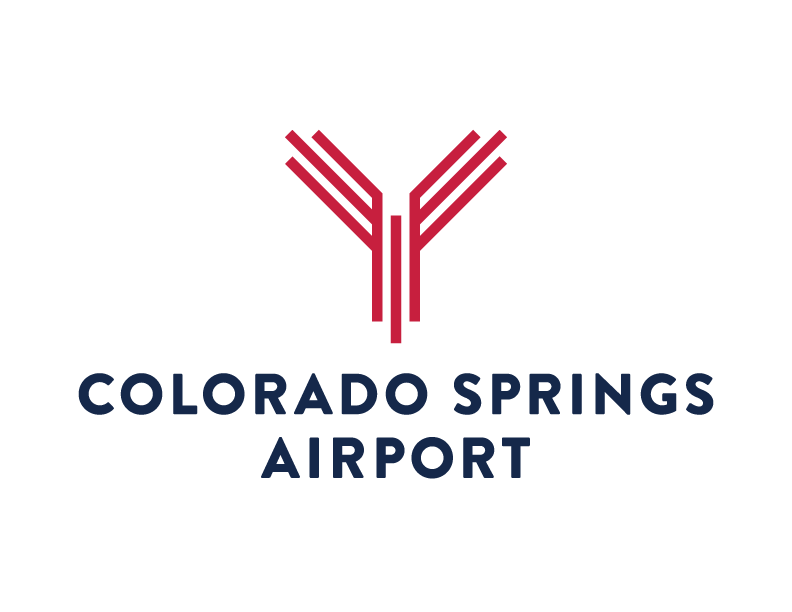

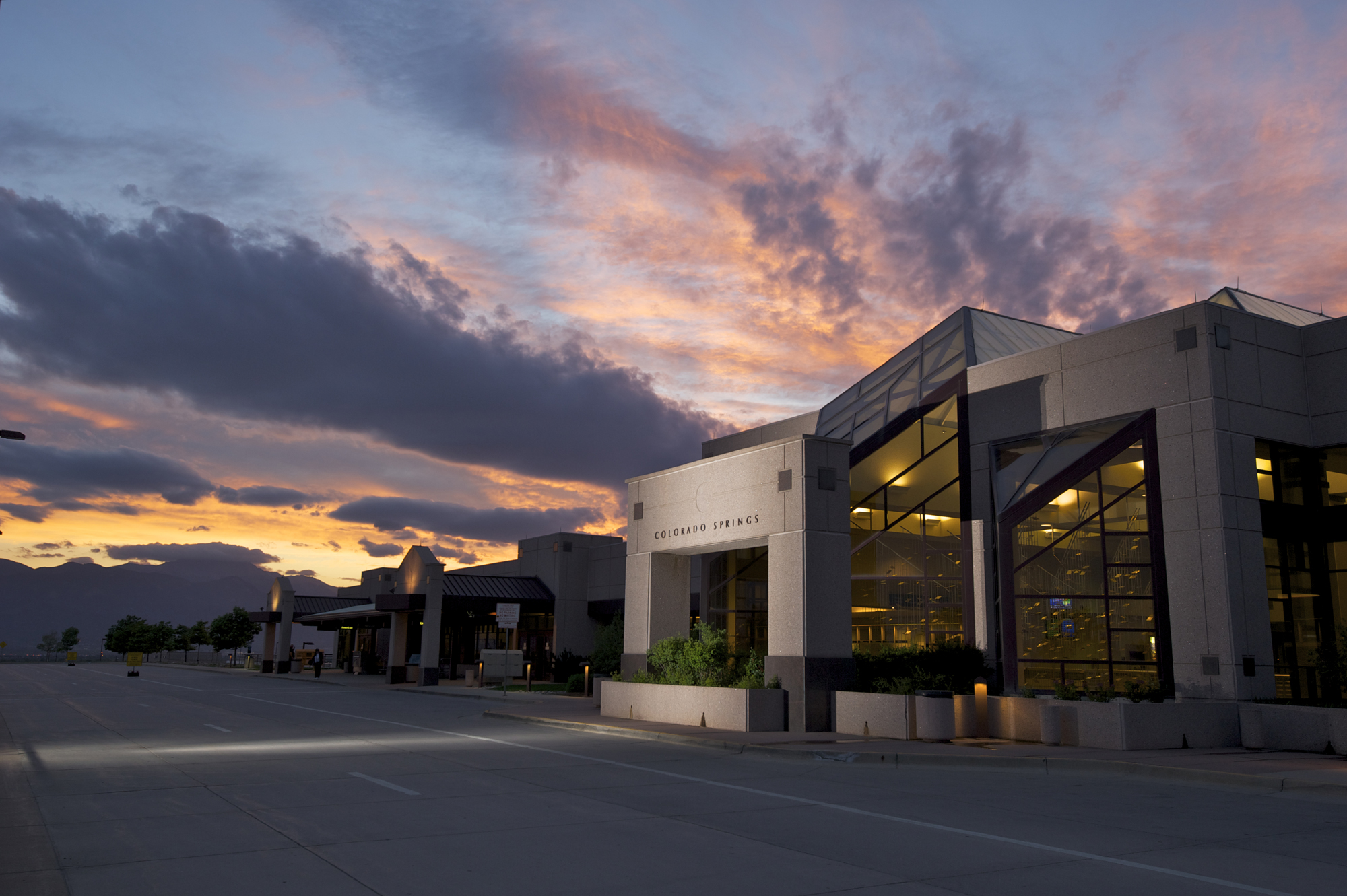

콜로라도스프링스 공항(Colorado Springs Airport, IATA: COS, ICAO: KCOS, FAA LID: COS)은 미국 콜로라도주 엘패소군의 다운타운 콜로라도스프링스에서 남동쪽으로 9.7킬로미터 떨어진 민간/군사용 공항이다. 덴버 국제공항에 이어 콜로라도주에서 2번째로 분주한 상업용 서비스 공항이다.